# 杯翅鹤虱
杯翅鹤虱（学名：Lappula consanguinea var. cupuliformis）为紫草科鹤虱属蓝刺鹤虱的变种。分布于中国大陆的新疆等地，多生在山前干旱坡地及路旁，目前尚未由人工引种栽培。